# Rhyacophila polha
Rhyacophila polha is een schietmot uit de familie Rhyacophilidae. De soort komt voor in het Oriëntaals gebied.